# Орлан-3М
«Орлан-3М» — російський безпілотний літальний апарат для проведення відеозйомки.

## Опис
БПЛА «Орлан-3М» призначений для використання як носій при розробці авіаційних комплексів для виконання аерофото- та відеозйомки панорамної та планової, а також для інших схожих завдань.
Конструктивне виконання з модульною архітектурою дозволяє оперативно змінювати корисні навантаження БПЛА та варіювати склад бортового обладнання. А герметичне виконання модуля системи управління та корисного навантаження суттєво продовжує термін служби дорогого обладнання при регулярній експлуатації безпілотника.
Висока стійкість і хороша керованість допускають використання БПЛА «Орлан-3М» у складних метеоумовах та з обмежених майданчиків.
Компонувальна схема з силовою установкою на пілоні безпілотника якнайкраще відповідають розв'язуваним завданням і забезпеченню безпеки персоналу. Додатковий об'єм всередині консолей крила безпілотника дає змогу розмістити на борту БПЛА широкий спектр контрольно-вимірювальної апаратури.
Інформаційно-вимірювальна апаратура та САУ АПС 2.2 забезпечують відео- та фотозйомку у поєднанні з реєстрацією поточних параметрів (координати, висота, номер кадру тощо), що значно полегшує подальшу обробку, а головне дозволяє автоматизувати процес зшивання окремих кадрів.
На БПЛА встановлюються фотокамера, відеокамера, тепловізор та гіростабілізована телевізійна камера.
Наявність генератора на борту безпілотного літального апарата дає змогу використовувати активні навантаження впродовж усього польоту.
Дрон може використовуватися в складних погодних умовах - при швидкості вітру до 10 м/с і температурі від -30 °C до +40 °C. Він злітає з переносної пневматичної катапульти, а приземляється за допомогою парашута. Для його роботи передбачена наземна станція управління польотом, яка може контролювати роботу чотирьох блоків «Орлан-3». Безпілотник також може виступати в ролі ретранслятора для управління польотом інших безпілотників, що знаходяться на відстані від наземної станції управління польотами. 

## Характеристики
Основні характеристики:
- Злітна маса, кг — 7
- Маса корисного навантаження, кг — до 1.8
- Двигун — ДВС (метанол)
- Спосіб старту — з розбірної катапульти
- Спосіб посадки — на парашуті
- Повітряна швидкість, км/год — 70-150
- Макс. тривалість польоту, хв — 180
- Макс. дальність застосування комплексу, км — 100
- Макс. висота польоту над рівнем моря, м — 7000
- Макс. допустима швидкість вітру на старті, м/с — 10
- Діапазон робочих температур біля поверхні землі — від -30 до +40 °C